# John Galvin (Politiker)
John Galvin (* 15. Mai 1907 im County Cork; † 11. Oktober 1963) war ein irischer Politiker der Fianna Fáil, der zwischen 1956 und bis zu seinem Tod 1963 Teachta Dála (Abgeordneter) des Unterhauses (Dáil Éireann) im Oireachtas war.

## Leben
Galvin kandidierte bei den Wahlen 1954 im Wahlkreis Cork Borough, wurde jedoch nicht gewählt. Erst bei der Nachwahl für den verstorbenen Patrick McGrath wurde er dann in den Dáil Éireann gewählt. Seinen Sitz konnte er bei den Wahlen 1957 und 1961 verteidigen. 
Nach seinem Tod konnte seine Witwe Sheila nach der Nachwahl seinen Sitz einnehmen.